# کلینتون ساندبرگ
کلینتون ساندبرگ (انگلیسی: Clinton Sundberg؛ ۷ دسامبر ۱۹۰۳ – ۱۴ دسامبر ۱۹۸۷) هنرپیشه اهل کشور ایالات متحده آمریکا بود.

## قسمتی از فیلمشناسی
- به همان جوانی که حس می‌کنی -۱۹۵۱
- آنی تفنگت را می‌گیرد -۱۹۵۰
- رژه عید پاک-۱۹۴۸
- دوره‌گردها -۱۹۴۷